# 줄무늬쌀쥐
줄무늬쌀쥐 또는 고지대쌀쥐(Handleyomys rhabdops)는 비단털쥐과 쌀쥐족에 속하는 설치류의 일종이다. 야행성 동물로 과테말라와 멕시코의 해발 1250~3250m의 산지 숲에서 발견된다.